# Кардето
Кардето (італ. Cardeto, сиц. Carditu) — муніципалітет в Італії, у регіоні Калабрія,  метрополійне місто Реджо-Калабрія‎.
Кардето розташоване на відстані близько 510 км на південний схід від Рима, 120 км на південний захід від Катандзаро, 10 км на схід від Реджо-Калабрії.
Населення — 1705 осіб (2014).
Щорічний фестиваль відбувається 20 січня. Покровитель — San Sebastiano.

## Демографія
Населення за роками:

Станом на 1 січня 2023 року в муніципалітеті офіційно проживало 14 іноземців з 8 країн, серед них 6 громадян країн Євросоюзу.

## Географія
Поселення розташоване на правому березі потоку Сант-Агата і має характерну ступінчасту структуру.

## Сусідні муніципалітети
- Багаладі
- Реджо-Калабрія
- Роккафорте-дель-Греко